# Karel de Grote College
Het Karel de Grote College, ook wel afgekort KGC genoemd, is een vrije school in de Nederlandse stad Nijmegen met onderwijs op VMBO-t-, havo- en vwo-niveau.  
Een voorloper van de school werd opgericht in 1979 nadat eerder, in 1973 het vrijeschool-basisonderwijs in Nijmegen van start ging. In 1994 ging het Karel de Grote College officieel van start; de school vormt de bovenbouw (klas 7 t/m 12) van de 9 vrije scholen in de regio Nijmegen.
Het KGC heeft anno 2017 ongeveer 750 leerlingen verdeeld over zes jaargangen. De school is gevestigd in het centrum van Nijmegen en is aangesloten bij de Nationale Vereniging van Vrije Scholen.